# Srogów Górny
Srogów Górny – wieś w Polsce położona w województwie podkarpackim, w powiecie sanockim, w gminie Sanok.
| SIMC    | Nazwa      | Rodzaj    |
| ------- | ---------- | --------- |
| 0359669 | Podwroczeń | część wsi |

W latach 1975–1998 miejscowość administracyjnie należała do województwa krośnieńskiego.

## Demografia
Według spisu powszechnego z 2011 r. w Srogowie Górnym mieszkało 542 osób, a według ewidencji gminy, na koniec 2018 roku 578 osób.

## Historia
W 1361 dzięki nadaniom Kazimierza Wielkiego osada stała się własnością rycerzy przybyłych z Węgier, braci Piotra i Pawła Balów.
W połowie XIX wieku właścicielem posiadłości tabularnej Srogów Dolny był Antoni Jaruntowski. W 1911 właścicielem tabularnym był Stanisław Słonecki, posiadający 427 ha.
W II Rzeczypospolitej wieś w powiecie sanockim województwa lwowskiego. W                        latach 1945-1946 nacjonaliści ukraińscy z OUN-UPA zamordowali tutaj i we wsi Srogów Dolny 6 Polaków i 2 Ukraińców oraz spalili 90 gospodarstw, które pozostały po Ukraińcach przesiedlonych do ZSRR.
W Srogowie Górnym urodzili się Stanisław Koń, Stanisław Choma. Ze wsi pochodził Tadeusz Zoszak.